# Destruction: Las Vegas
Destruction: Las Vegas ist ein Katastrophenfilm von Jack Perez. Der Film beinhaltet einige Filmelemente, die man dem Fantasygenre zuordnen kann.

## Handlung
In den Semesterferien (Spring Break) beschließt eine Gruppe von Studenten nach Las Vegas zu fahren, um zu feiern und zu zocken. In einer Ausstellung finden sie ein altes ägyptisches Schwert. Einer der jungen Männer stiehlt das Artefakt und rammt es in den Erdboden. Dadurch erweckt er jedoch einen uralten Fluch zum Leben. Ein mächtiger Sandsturm rast auf Las Vegas zu und droht die gesamte Stadt zu zerstören.
Die Gruppe Jugendlicher, unterstützt von Sal, einem langjährigen Bewohner Las Vegas und ein Kenner der dortigen Casinos, beschließt die Gruppe zu führen. Da draußen der Sturm tobt, nutzen sie unterirdische Geheimgänge. Um den Fluch zu brechen, müssen sie das größte Goldstück, das gefährlichste Tier und eine heilige Vase zum Schwert bringen. Während der Suche nach den Artefakten kommt es zur Konfrontation mit einem Tiger und durch den Sturm und seinen Folgen verlieren im Laufe der Reise immer mehr von der Gruppe ihr Leben.
Als sie alle Artefakte zum Schwert bringen und Nelson das Schwert dadurch herausziehen kann, scheint es, dass der Fluch gebrochen worden ist. Allerdings tobt er nach kurzer Zeit erneut in der Stadt. Auf dem Nachbau des Eiffelturms im Hotelkomplex Paris Las Vegas können sie dank der Nähe zum Himmel den Fluch endlich beenden. Am Leben bleiben Nelson und seine Freundin Olive, die durch ihr Wissen über das antike Ägypten die Rätsel um die Artefakte lösen konnte.

## Kritik
„Katastrophenfilm auf Trash-Niveau, dessen albernes Konzept keine Entsprechung im Plot findet, der ohne sonderliche Anzeichen von Humor durchgezogen wird. Abgesehen von leichten Ansätzen der Originalität in den Hauptrollen kommt der Film ohne nennenswerte Eigenständigkeit aus.“

Rotten Tomatoes verzeichnet für den Film eine positive Zuschauerwertung von 20 %.
TV Spielfilm urteilt Ohne Charme, ohne Trumpf: Game over, und hält den Film […] für öden Desastertrash.